# 山崎水愛
山崎 水愛（やまざき あくあ、2000年1月3日 - ）は、日本のAV女優、アイドルである。静岡県出身。

## 略歴
撮影会モデルを経て2019年6月にデビュー。イメージビデオ、お菓子系雑誌を中心に活動する。
2020年3月のクリーム公式BOOTH配信ではベスト3中、1位2位にランクイン。
同年10月19日、エスワンがAVデビューを発表。11月にデビュー作を発売。『新人NO.1 STYLE 現役着エロアイドル山崎水愛AV解禁』（ブルーレイディスク）が2020年10月度のFANZA月間DVDランキング1位を獲得。
2024年6月、中村彩に改名しAV復帰。

## 人物
- 血液型：B型
- 趣味：音楽鑑賞
- 特技：寝ること[9]
- 日本とアメリカのハーフ[10]

## 作品

### イメージビデオ
- 清純クロニクル/山崎水愛（2019年6月28日、スパイスビジュアル）
- 純真クラスメイト/山崎水愛（2019年8月30日、スパイスビジュアル）
- キミ、10代、恋の予感/山崎水愛（2019年10月29日、スパイスビジュアル）
- みるきーぷるん！/山崎水愛（2019年12月20日、スパイスビジュアル）
- 水愛は俺のいもうと（2020年2月28日、スパイスビジュアル）
- 水愛をポチって！（2020年4月18日、スパイスビジュアル）
- 山崎水愛 超近距離恋愛（2020年6月5日、スパイスビジュアル）
- キミを忘れない～山崎水愛卒業作品～/山崎水愛（2020年7月31日、スパイスビジュアル）
- キミはボクのすべて（2020年8月28日、スパイスビジュアル）※総集編プラス未公開映像、Blu-rayのみの発売

### 配信限定イメージビデオ
- 山崎水愛 恋のスキマ（2020年3月23日、SpiceTV）[11]

### アダルトビデオ
「山崎水愛」名義
- 新人NO.1 STYLE 現役着エロアイドル山崎水愛AV解禁（2020年11月19日、エスワン）[12]
- ちょいイキ！現役着エロアイドル山崎水愛 ちゃんとSEXできましたスペシャル（2020年12月19日、エスワン）
- 5つのコスチュームの山崎水愛の顔面に7回も顔射しちゃった（2021年1月19日、エスワン）
- 着エロアイドル山崎水愛が無抵抗に痴●されて… 残酷少女姦5シチュエーション（2021年2月19日、エスワン）
- お小遣いのために嫌々だけどオヤジに春を売る女子●生 山崎水愛（2021年3月19日、エスワン）
- 着エロの撮影と聞いていたのに… 美白巨乳もピンクま●こも騙し撮られた過激本番映像 現役着エロアイドル 山崎水愛（2021年4月19日、エスワン）
- 大嫌いな中年おじさんと楽しいフリしてハメまくりの実は嫌々温泉旅行 山崎水愛（2021年5月19日、エスワン）
- スク水マニアに狙われて… 粘着ストーカーの狂気的な盗撮に全てを晒され輪●された制服少女 山崎水愛（2021年6月19日、エスワン）
- 断れない性格の着エロアイドルが大嫌いなセクハラ社長に枕営業を強要された相部屋ホテルの夜 山崎水愛（2021年7月19日、エスワン）
- すぐ傍で母が施術中… 声も出せずにおっぱい性感を開発され続けた巨乳女子●生 山崎水愛（2021年8月19日、エスワン）

「中村彩」名義
- 業界トップクラスのルックスを持つスリム巨乳ハーフ美少女E-BODY専属デビュー 芸能人顔負けの美少女がAVに出たかった理由とは…？ 中村彩（2024年6月18日、E-BODY）
- 初めて出来た彼女を脱がしたら… 着衣から想像できない物凄い色白スリム美巨乳 大興奮の僕は性欲尽きるまでハメまくった 中村彩（2024年7月16日、E-BODY）
- 訳あって僕の部屋に入り浸る色白巨乳の幼馴染を交換条件としてオナホ扱いさせてもらってます 中村彩（2024年8月20日、E-BODY）